# Piero Puccioni
Piero Puccioni (Firenze, 2 settembre 1833 – Firenze, 5 aprile 1898) è stato un politico italiano.

## Biografia
Figlio del senatore Giuseppe Puccioni e di Teresa Poggi, si laureò in giurisprudenza all'Università di Siena.
Avvocato, fu nel Governo Provvisorio della Toscana nel 1859; in quell'anno fondò il quotidiano La Nazione. Eletto per più legislature deputato alla Camera (collegio elettorale di Sansepolcro (AR)), fu senatore del Regno d'Italia per la XVI legislatura.

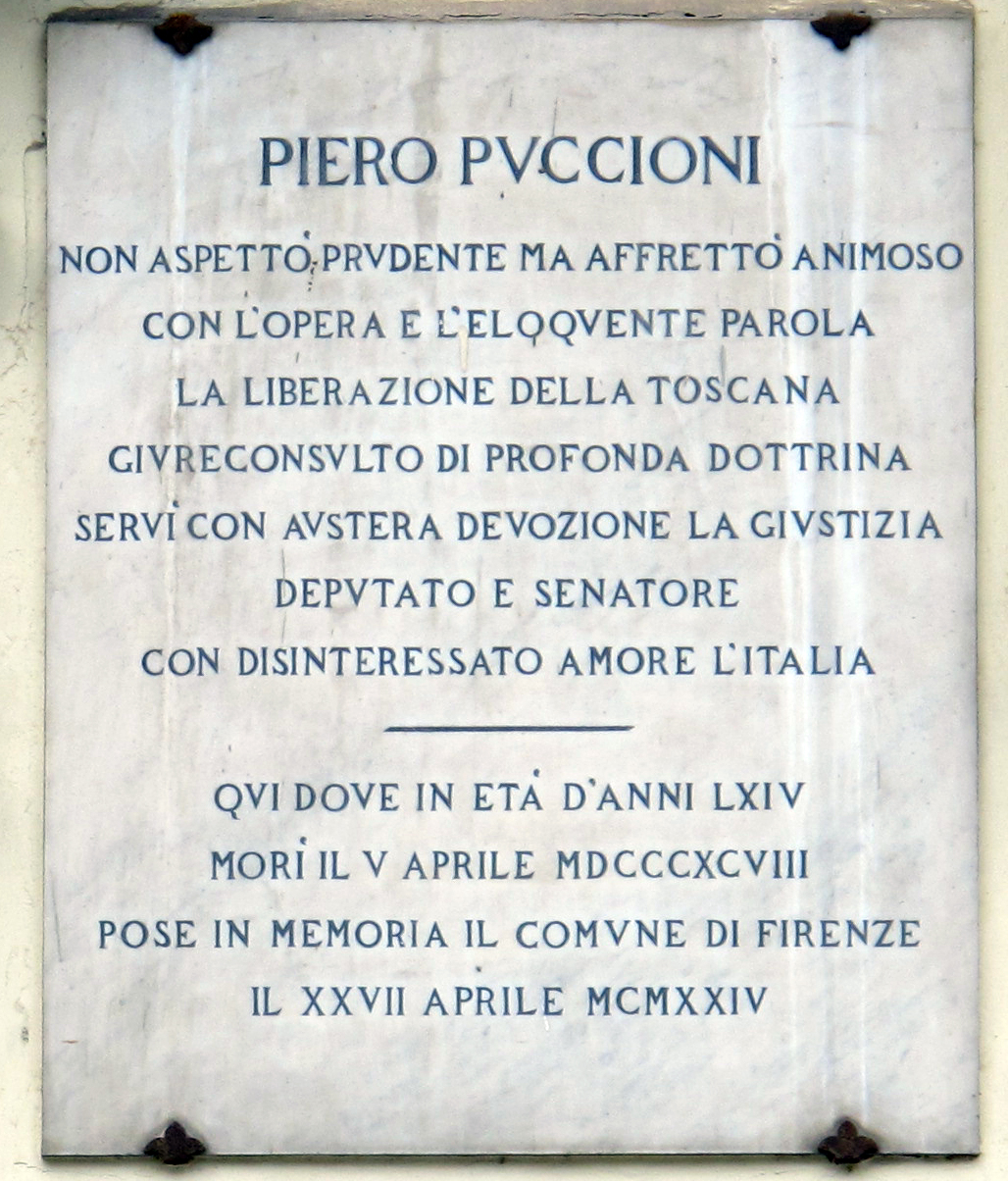
Targa commemorativa posta sulla facciata del villino Puccioni, residenza fiorentina del senatore Piero Puccioni.

Scrisse sotto lo pseudonimo di Virgino Angeli su vari periodici fiorentini tra cui Lo Spettatore sul quale trattò prevalentemente di critica drammatica.
Morì nella sua abitazione di Piazza d'Azeglio il 5 aprile 1898. Essendo "consultore legale" della Ven. Arciconfraternita della Misericordia di Firenze venne tumulato nel suo Cimitero monumentale, il Camposanto di Pinti.